# أرتو آس
أرتو آس (بالإستونية: Arto Aas)‏ هو سياسي إستوني، ولد في 9 يونيو 1980 في تالين في إستونيا. حزبياً، نشط في حزب الإصلاح الإستوني.

## مناصب
- في 2011 Estonian parliamentary election [الإنجليزية]‏، انتخب عضو في البرلمان الأستوني ‏ وقد انضم خلال فترته النيابية [الإنجليزية]‏ (27 مارس 2011 – 23 مارس 2015)  للكتلة البرلمانية حزب الإصلاح الإستوني.
- انتخب عضو في البرلمان الأستوني ‏ عن دائرة Riigikogu electoral district no. 2 [الإنجليزية]‏ وقد انضم خلال فترته النيابية [الإنجليزية]‏ (23 نوفمبر 2016 – )  للكتلة البرلمانية حزب الإصلاح الإستوني.
- في 2015 Estonian parliamentary election [الإنجليزية]‏، انتخب عضو في البرلمان الأستوني ‏ عن دائرة Riigikogu electoral district no. 2 [الإنجليزية]‏ وقد انضم خلال فترته النيابية [الإنجليزية]‏ (30 مارس 2015 – 8 أبريل 2015)  للكتلة البرلمانية حزب الإصلاح الإستوني.
- انتخب Minister of Public Administration (Estonia) [الإنجليزية]‏ (9 أبريل 2015 – 23 نوفمبر 2016).